# Notiothops penai
Notiothops penai là một loài nhện trong họ Palpimanidae. Loài này được phát hiện ở Chile.